# Cubilia cubili
Cubilia cubili är en kinesträdsväxtart som först beskrevs av Francisco Manuel Blanco, och fick sitt nu gällande namn av Adelb.. Cubilia cubili ingår som enda art i släktet Cubilia och familjen kinesträdsväxter. Inga underarter finns listade i Catalogue of Life.